# João de Oliveira Rosa
João de Oliveira Rosa (Ponte Alta, 21 de agosto de 1947) é um político brasileiro.

## Carreira
Foi deputado à Assembleia Legislativa de Santa Catarina na 14ª legislatura (1999 — 2003), pelo Partido da Social Democracia Brasileira (PSDB).
Em Joinville, Rosa fez 2.576 votos nas eleições municipais de 1996, sendo eleito vereador para integrar 13ª Legislatura (1997 — 2000).